# Malakal (Insel)
Malakal, auch Ngemelachel genannt, ist eine kleine Insel im westlichen Pazifischen Ozean; sie gehört geographisch zu den Palauinseln, politisch zum Verwaltungsgebiet Koror der Inselrepublik Palau.
Die etwa 1,1 km² große Insel liegt etwa 700 Meter südwestlich der Insel Koror, mit der sie über einen Fahrdamm und kleine Brücken verbunden ist. Am höchsten Punkt der Insel (Kal, 124 Meter) steht ein Sendemast. Auf Malakal finden sich mehrere Bootsanlegestellen, kleinere Werften und Hotelanlagen. An der Südostküste liegt der Haupthafen von Koror (Port of Palau).
In der deutschen Kolonialzeit war die Insel ab 1902 Sitz der deutschen Regierungsstation.